# كوكو (برمجة)
كوكو هو أحد البرمجيات المشهورة (من مجموعة أبل). وهي واحدة من خمس برمجيات الكبرى على واجهات برمجة التطبيقات المتاحة للعالم، وأدوات (الباليه الكلاسيكي للبيئة)، posix (بى اس دى للبيئة)، وجافا. (بيئات مثل بيرل وروبي تعتبر بيئات بسيطة لأنها لا تستخدم عادة لتطبيق كامل للبرمجة.) وعادة ما تكون الكوكو التطبيقات المتقدمة باستخدام الأدوات التي توفرها التنمية أبل، وعلى وجه التحديد xcode (سابقا بأني المشروع) والتفاعل البناء، وذلك باستخدام اللغة الهدف - ج. ومع ذلك، فإن بيئة البرمجة الكوكو ويمكن الوصول إلى استخدام وسائل أخرى، مثل بايثون، بيرل، وروبي، مع سد معونه من آليات مثل pyobjc، camelbones وrubycocoa، على التوالي. ومن الممكن أيضا ان يكتب ج - الهدف من الكوكو في برامج بسيطة وبناء محرر نصوص يدويا أو gnustep للمخطوطات makefile. للمستعملين النهائيين، والكاكاو تطبيقات تعتبر ان هذه البيانات المكتوبة والكاكاو وباستخدام بيئة البرمجة. هذه الطلبات عادة ما تكون مميزة يشعر، منذ الكاكاو بيئة البرمجة آليا العديد من جوانب الطلب على الامتثال لتفاح واجهة البشرية المبادئ التوجيهية.